# Пинский замок

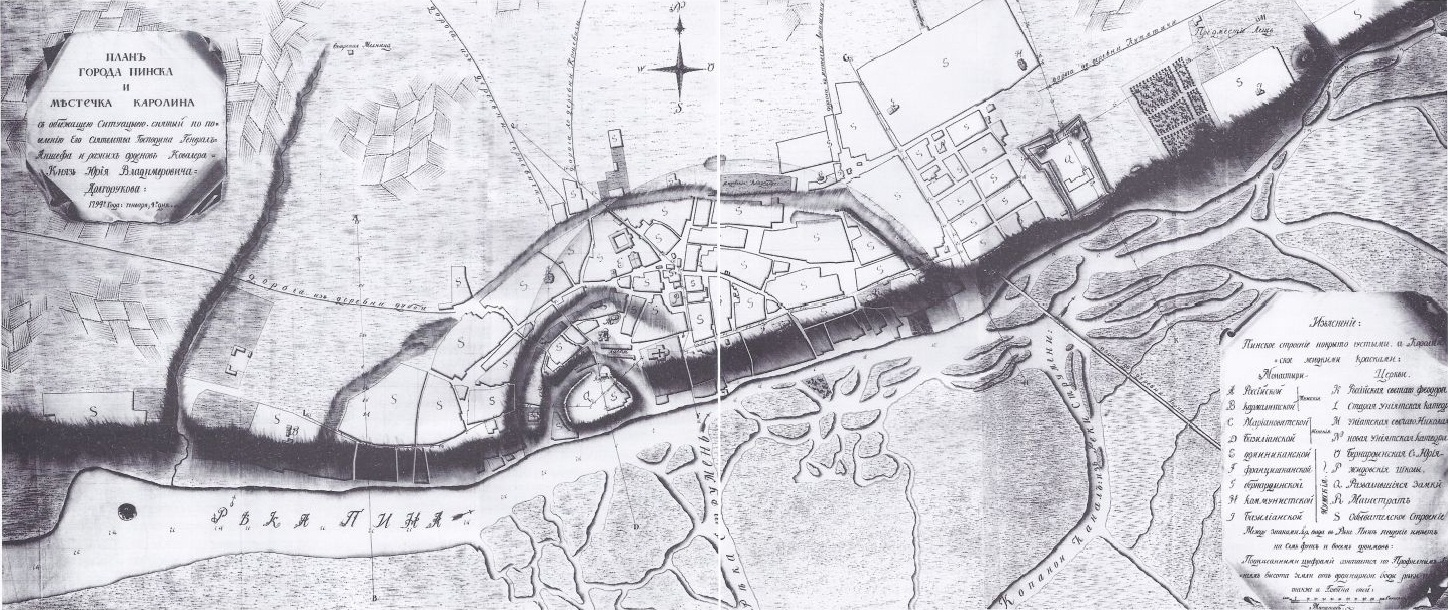
Карта Пинска в 1794 г.

Городские укрепления Пинска — комплекс оборонительных конструкций Пинска, которые существовали в XIV—XVIII веках.
Состояли из замка и укреплений вокруг посада. Замок располагался на городище, на левом берегу реки Пины. В описи города за 1561—1566 годы упоминается башня «Владычная», которая стояла отдельно в северной части замковых укреплений. Кроме брамы с подъёмным мостом перед ней в линии обороны стояли еще не менее 3 башни, названия которых неизвестны. Периметр замковых укреплений составлял 0,5 км. Описание конструкции оборонительных стен замка отсутствует. Однако из повинностей крестьян замковой волости следует, что они были обязаны ухаживать за городней, сторожить замок, давать подводы. Мещане вместе с церковниками также выполняли замковую работу — рубили замок и паркан (оборонительное сооружение из деревянных столбов), ухаживали за оборонительным рвом и мостами.
Укрепления вокруг посада состояли из 2 линий обороны. 1-я линия в виде вала, забора и рва охватывала сеть радиальных улиц, которые отходили от замка и дугой упирались в высокий берег Пины и фактически включали территории города XI—XIII веков. Вал прерывался 4 брамами (Владычная, Городская, Троицкая и Спасская). Вдоль берега реки шел деревянный паркан, который спускался в оборонительный ров. Общая длина 1-й линии обороны составляла 1,4 км. На территории, защищенной этом полукольцом укреплений, располагались традиционные для городов с магдебургским правом рынок с магазинами, ратуша, жилые постройки, колодец. В наиболее ответственных местах обороны (около городских ворот и на подступах к замку) стояли монументальные здания монастырей и церквей: около Спасской ворот — францисканский монастырь с мощной каменной оградой и угловыми башнями, на восток от замка — Богоявленский монастырь и монастырь иезуитов, на запад от Владычной брамы — монастыри базилиан, мариявиток, кармелитов и Марковский монастырь.
Вторая линия обороны, так называемый острог, длиной около 2 км, также упиралась в берег Пины. Она включала 4 брамы: Брестскую на западе, Виленскую на севере, Северскую и Лещинскую на северо-востоке. На западе и северо-западе перед валом шел искусственный оборонительный ров, который на северо-востоке и востоке переходил в природный, с протекающим по дну ручьём, так называемой Каролинской канавой. С востока город прикрывался Лещинским монастырем и комплексом укреплений Каролинского замка. Перед каждой воротами был подъёмный мост, переброшенный через оборонительный ров.
В результате русско-польской войны 1654—1667 годов оборонительные сооружения Пинска были сильно разрушены. В 1673 году сейм Речи Посполитой отметил, что «пограничный город Пинск не имеет нужной фортификации против неприятельской инкурсии, которой он подвергается вместе с поветом», а также призвал пинчан укрепить город общими усилиями. Все 3 линии защиты Пинска (замок, «перекоп», «острог») сохранялись до конца XVIII в. Последний раз они упоминаются в инвентаре Пинского староства 1783 года. Позже, на протяжении XIX века, городские укрепления были постепенно нивелированы.